# Национальная библиотека Албании
Национальная библиотека Албании (алб. Biblioteka Kombëtare e Shqipërisë) расположена в столице страны Тиране. Она была основана в 1920 году и официально открыта 10 декабря 1922 года.
Национальная библиотека Албании (НБА) — важнейший национальный культурный институт и старейший в Албанском государстве. Библиотека занимает 2 здания и работает под управлением Министерства туризма, культуры, молодёжи и спорта Албании. в задачи библиотеки входит сбор, обработка, восстановление, хранение и доведение до читателей письменных и иных материалов, рассказывающих об историческом и культурном наследии албанского народа. На национальном уровне она организует библиотечное обучение и повышение профессионального образования, также выполняет роль научно-исследовательского центра в области библиотечного дела.
В состав собраний библиотеки входят книги, периодические издания, карты, атласы, микрофильмы и другие библиотечные единицы хранения. Отдельные собрания интересны как в контексте албанской, так и в европейской культур. Библиотека как правило открыта 72 часа в неделю для лиц старше 16 лет.